# Pilar (Córdoba)
Pilar – miasto w Argentynie, w prowincji Córdoba, w departamencie Río Segundo.
Według danych szacunkowych na rok 2010 miejscowość liczyła 14 735 mieszkańców.